# Langues bird's head de l'Est
Les langues bird's head de l'Est sont une famille de langues papoues parlées en Indonésie, dans la péninsule de Doberai, située à l'extrémité occidentale de la Nouvelle-Guinée, dans la province de Papouasie.

## Classification
Malcolm Ross (2005) propose d'inclure les langues bird's head de l'Est avec les langues sentani, le burmeso et le  tause, traditionnellement classé dans les langues lakes plain, dans une famille qu'il nomme bird's head de l'Est-sentani et qui fait partie de son hypothèse d'une famille de langues papoues occidentales « étendue » aux côtés des langues papoues occidentales stricto sensu et des langues yawa. Haspelmath, Hammarström, Forkel et Bank rejettent cette proposition de papou occidental étendu et maintiennent le bird's head de l'Est comme une famille de langues indépendante.

## Liste des langues
Les langues bird's head de l'Est sont :
- langues bird's head de l'Est
  - manikion
  - groupe meax 
    - meyah
    - moskona